# Hamlet Handley
Hamlet Handley (1873 – 1918) là một cầu thủ bóng đá người Anh thi đấu cho Burslem Port Vale trong thập niên 1890.

## Sự nghiệp thi đấu
Handley gia nhập Burslem Port Vale vào tháng 8 năm 1895 và ghi bàn trong màn ra mắt; trong chiến thắng 2–0 trước Rotherham Town ngày 7 tháng 9 năm 1895. Ông đánh mất vị trí của mình tại Athletic Ground tháng tiếp theo sau tổng cộng 5 lần ra sân ở Second Division, và bị giải phóng vào cuối mùa giải.

## Thống kê
Nguồn:
| Câu lạc bộ        | Mùa giải | Hạng đấu        | Giải vô địch | Giải vô địch | Cúp FA | Cúp FA | Khác | Khác | Tổng | Tổng |
| Câu lạc bộ        | Mùa giải | Hạng đấu        | Trận         | Bàn          | Trận   | Bàn    | Trận | Bàn  | Trận | Bàn  |
| ----------------- | -------- | --------------- | ------------ | ------------ | ------ | ------ | ---- | ---- | ---- | ---- |
| Burslem Port Vale | 1895–96  | Second Division | 5            | 1            | 0      | 0      | 0    | 0    | 5    | 1    |
| Tổng              | Tổng     | Tổng            | 5            | 1            | 0      | 0      | 0    | 0    | 5    | 1    |